# ZEHST
El ZEHST (en inglés: Zero Emission High Speed Transport) es un proyecto de avión supersónico de la compañía EADS que puede considerarse descendiente del extinto Concorde.
El proyecto fue anunciado el 18 de junio de 2011 en la feria aeronáutica de la localidad de Le Bourget. Se espera que vuele a velocidades de Mach 4, 32 kilómetros sobre la superficie de la tierra, con una capacidad que oscilará entre 50 y 100 personas. El ZEHST combinará tres sistemas de propulsión: dos turbinas para el despegue (hasta Mach 0.8), dos cohetes aceleradores (hasta Mach 2.5) y dos estatorreactores de combustión supersónica, conocidos como Scramjet para alcanzar velocidades de Mach 4.